# Gorkijparken
Gorkijparken (ryska: Центральный парк культуры и отдыха им. Горького, Centrala Maxim Gorkijparken för kultur och rekreation), öppnad 1928, är en stor park i centrala Moskva i Ryssland. Större delen av parken är nöjespark. 
Gorkijparken ligger vid Moskvafloden, mellan Trädgårdsringen och Sparvbergen. Parken är uppkallad efter den ryske författaren Maksim Gorkij. 
I Gorkijparken finns ett tivoli med ett trettiotal åkattraktioner, och en av testenheterna från rymdfärjeprogrammet Buran, där barn kan uppleva en "rymdfärd". Det finns också lekområden för barn, en konsertarena och små sjöar med båtuthyrning. Vintertid spolas en del av parken (18 000 kvadratmeter) till en populär skridskobana.

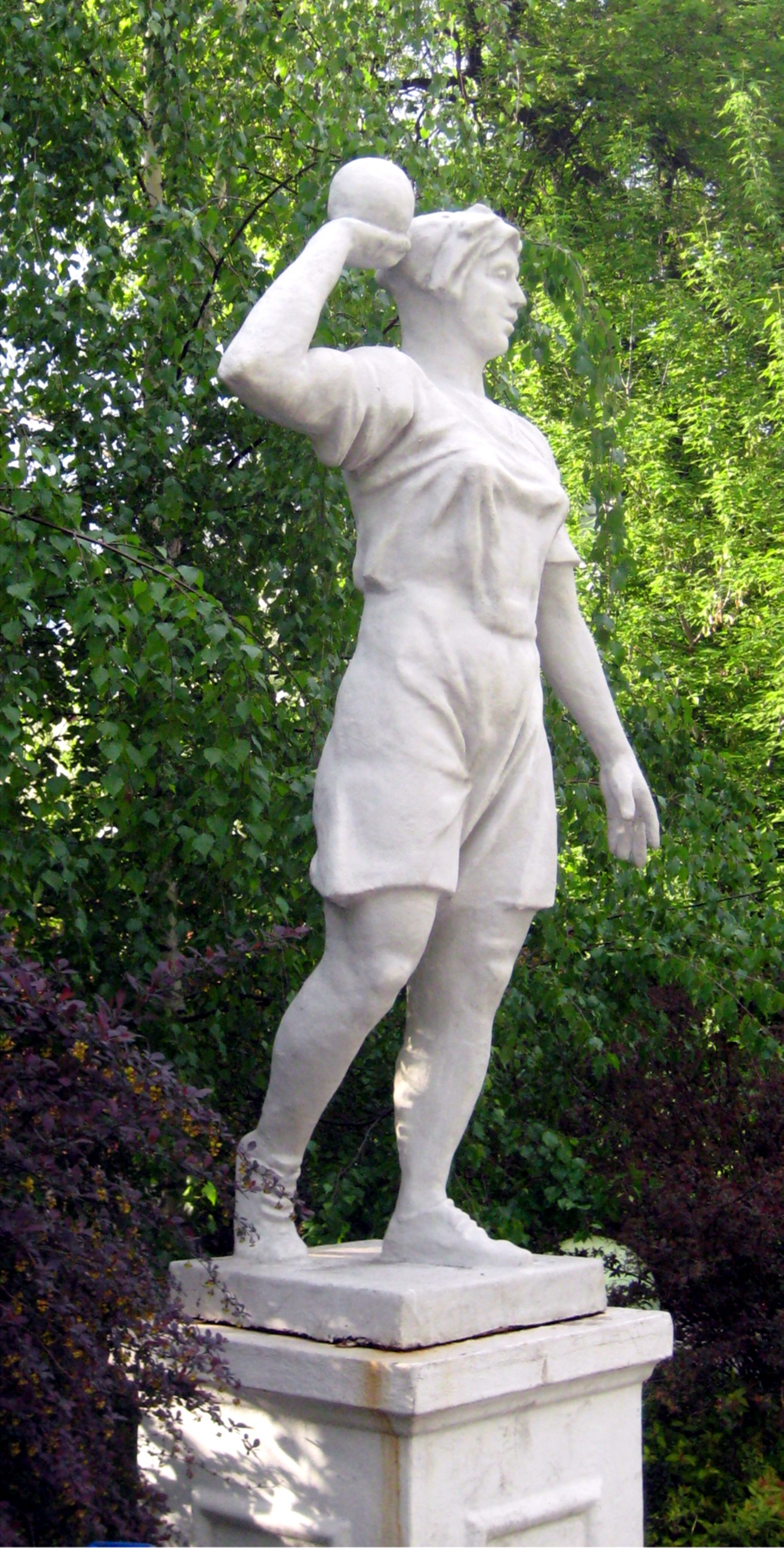
Staty i Gorkijparken, 2009

## Gorkijparken i populärkulturen
- Parken nämns i den tyska rockgruppen Scorpions sång "Wind of Change".
- Parken nämns i Lars Winnerbäcks sång "Jag fattar ingenting".

- Gorkijparken är även titeln på en roman av Martin Cruz Smith, liksom på en filmatisering av denna.[2]

- Den sovjetiska (senare ryska) hårdrocksgruppen Gorky Park (Park Gorkovo) tog sitt namn från parken.